# Ľudovít Dubovský
Ľudovít Dubovský (15. listopadu 1918 – 24. května 1998) byl slovenský fotbalový útočník a reprezentant Československa.

## Fotbalová kariéra
Za československou reprezentaci odehrál 4. 7. 1948 utkání s Rumunskem, které skončilo prohrou 1-2. Hrál za ŠK Kabel Bratislava, OAP Bratislava, SK Ostrava a Odevu Trenčín. V československé lize dal za Ostravu 17 gólů.

### Prvoligová bilance
| Ročník                                     | Zápasy | Góly | Klub                  |
| ------------------------------------------ | ------ | ---- | --------------------- |
| Státní liga 1946/47                        | -      | 8    | SK Ostrava            |
| Státní liga 1947/48                        | -      | 5    | SK Ostrava            |
| Státní liga 1948                           | -      | 1    | SK Ostrava            |
| Celostátní československé mistrovství 1949 | -      | 3    | Sokol Trojice Ostrava |
| CELKEM 1. liga                             | -      | 17   |                       |